# Kitahimbwa
Kitahimbwa o Yosia (1869-1902) fou rei omukama (1898 - 1902) de Bunyoro, avui Uganda. Assumí el càrrec quan el seu pare Chwa II Kabarega fou exiliat a les Seychelles, però en realitat el govern estava sota administració britànica.